# Brachystelma tavalla
Brachystelma tavalla är en oleanderväxtart som beskrevs av Karl Moritz Schumann. Brachystelma tavalla ingår i släktet Brachystelma och familjen oleanderväxter. Inga underarter finns listade i Catalogue of Life.